# Ella si umilia per vincere
Ella si umilia per vincere, ovvero gli equivoci di una notte (She stoops to Conquer, or the Mistakes of a Night), tradotta anche come Lei si abbassa per conquistare, è una commedia di Oliver Goldsmith rappresentata per la prima volta a Londra nel 1773.

## Trama
Atto I
Il signore e la signora Hardcastle aspettano l'arrivo di Marlow, figlio di un vecchio amico del padrone di casa e possibile spasimante della figlia Kate. Kate è molto legata al padre, tanto da compiacerlo vestendosi in maniera dimessa la sera davanti a lui, mentre per il resto del giorno sfoggia abiti più frivoli per i suoi amici. Intanto Constance, la nipote della signora Hardcastle, vive con gli zii e gode di una piccola rendita che però non potrà toccare prima delle nozze. Constance ha messo gli occhi su Tony Lumpkin, il figlio di primo letto della zia. Il matrimonio sarebbe puramente d'interesse, anche perché Constance è innamorata di Hastings. Quella sera Marlow ed Hastings vengono indirizzati da Tony verso la casa degli Hardcastle, che lui spaccia loro per una locanda.
Atto II
Quando Marlow ed Hastings arrivano dagli Hardcastle continuano a trattarli come se fossero degli oste, mostrando una maleducazione che sorprende il padrone di casa. Constance dice la verità a Tony, ma decidono di continuare a mentire a Marlow, per non dargli delle preoccupazioni e non rovinargli il viaggio. Insieme escogitano un piano per rubare i gioielli dell'eredità di Constance e fuggire insieme. Intanto Marlow fa la conoscenza di Kate: il giovane ha una caratteristica particolare, quella di risultare timido e impacciato con le donne modeste e arzillo e spigliato con quelle appartenenti a uno strato sociale inferiore. La prima volta che Marlow incontra Kate la giovane indossa gli abiti semplici che mette per compiacere il padre e la sua apparente modestia spinge Marlow al mutismo. Tony decide di aiutare Hastings con il furto, sapendo che se Constance fuggirà con lui la madre smetterà di parlargli di matrimonio.
Atto III
Kate e il padre parlano dei diversi aspetti di Marlow, dato che la figlia ha visto solo la versione timida mentre Hardcastle quella più esuberante. Intrigata dal giovane, Kate vorrebbe vedere anche l'aspetto più trasgressivo di Marlow ed escogita un piano con il padre per farlo succedere. Intanto Tony ha rubato i gioielli senza farlo sapere a Constance, che continua a supplicare la zia di darglieli. Alla fine, la signora Hardcastle accetta di consegnarle l'eredità anzitempo, scoprendo così che i gioielli sono spariti. Kate intanto indossa i suoi abiti dimessi e Marlow, che non la riconosce, assume subito tutt'altro atteggiamento con lei. Marlow infatti l'ha scambiata per una forosetta di cui si è innamorato e i due hanno una conversazione brillante alla fine della quale il giovane tenta di abbracciarla. Il signor Hardcastle vorrebbe mettere fine alla farsa, ma Kate gli chiede del tempo per permetterle di mostrargli che Marlow può essere sia vivace che galante.
Atto IV
La situazione si complica quando arriva la notizia che Sir Charles Marlow, l'amico di Hardcastle e il padre di Marlow, stia per arrivare. Hastings intanto dà i gioielli rubati a Marlow perché li custodisca, ma il giovane, confuso, consegna i monili alla signora Hardcastle, che li sta ancora cercando. Quando Hastings lo scopre capisce che i suoi sogni di ricchezza sono andanti in frantumi e decidere di chiedere a Constance di fuggire immediatamente. Marlow intanto, che continua a credere che il padrone di casa sia l'oste di una locanda, raggiunge nuovi livelli di cafonaggine, spingendo Hardcastle a buttarlo fuori di casa. Marlow si accorge della confusione e cerca Kate, che si finge una parente povera degli Hardcastle: Marlow si sta innamorando di lei, ma crede di non poterla sposare perché apparentemente la donna è troppo povera per ricevere l'approvazione del padre. La signora Hardcastle intanto scopre della tresca di Constance e decide di portarla via da Hastings. Scoppia una discussione tra Marlow, Hastings e Tony, che decide di risolvere la situazione per gli amici.
Atto V
Sir Charles arriva dagli Hardcastle e si lascia intrattenere da Hastings con il racconto della confusione del figlio. Marlow si scusa dell'errore e afferma di aver scambiato solo poche parole con Kate, anche se il padrone di casa lo smentisce, dato che ha visto il giovane abbracciare la figlia. Hastings e Constance intanto decidono di non fuggire più ma di chiedere perdono al signor Hardcastle. Kate, sempre sotto le mentite spoglie di una popolana, dimostra al padre nascosto dietro a un paravento la vera natura gentile di Marlow e tutti decidono che la loro unione sarebbe perfetta. Dato che Tony è maggiorenne e non gli si possono imporre le nozze, il signor Hardcastle concede ad Hastings la mano di Constance. La commedia termine quindi con un lieto fine una volta che "gli equivoci di una notte" sono stati risolti.